# Spyro: Year of the Dragon
Spyro: Year of the Dragon (en català: Spyro: L'Any del Drac, anomenat així per l'any zodiacal xinès, celebrat en el 2000) és el tercer videojoc de la sèrie Spyro the Dragon, desenvolupat per Insomniac Games, sent també l'últim títol de la sèrie publicat per a la videoconsola PlayStation. Es va llançar l'11 d'octubre de 2000 a Amèrica del Nord, el 25 d'octubre en el Regne Unit i el 10 de novembre en la resta d'Europa.
El joc descriu les heroiques aventures del drac Spyro, que haurà de recuperar els 150 ous màgics robats per la malvada Bruixa, a través de trenta-set nivells diferents. En comparació dels seus anteriors jocs, s'introdueixen millores gràfiques, musicals i així mateix nous personatges i petits puzles.
Year of the Dragon va rebre crítiques positives i va tenir èxit comercial després de la seva publicació. Els crítics van valorar el seu ambient gràfic i musical i així mateix els seus minijocs. Després de la seva estrena, el joc va vendre més de dos milions de còpies als Estats Units, i a causa del seu èxit comercial, Sony va decidir publicar el títol en el seu basar PlayStation Network el 14 d'octubre de 2009.

## Antecedents

### Desenvolupament

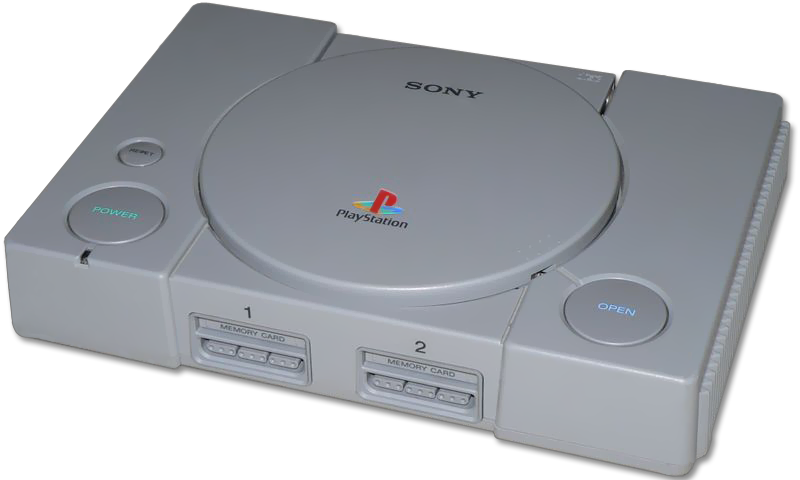
Consola PlayStation, plataforma per la qual es va dissenyar Spyro: Year of the Dragon.

Spyro: Year of the Dragon va començar a ser desenvolupat a la fi de 1999 per l'empresa nord-americana Insomniac Games, i es va finalitzar al setembre de 2000. El projecte va estar sota la direcció de Ted Price, dissenyador de Ratchet & Clank i Resistance: Fall of Man. Para el seu disseny, es van inspirar en diversos títols, incloent Doom i Crash Bandicoot.
Entre les noves característiques filtrades abans de la sortida del joc estava el "Acte Challenge Tuning", que el director executiu d'Insomniac, Ted Price, va descriure com "inventat per anivellar la corba de dificultat de joc per als jugadors de diferents capacitats". Els nivells són molt més llargs que els de Spyro 2, per la qual cosa va caldre afegir noves àrees; per evitar la confusió dels jugadors sobre on anar després, aquestes àrees van ser dissenyades per carregar-se per separat dels mons principals. Ted Price va afirmar que les criatures afegides eren un mètode per fer el joc més divertit i variat, en lloc d'afegir simplement moviments per Spyro. El joc va ser nomenat "Year of the Dragon" en al·lusió a l'any zodiacal xinès, festejat en 2000.
En una entrevista amb el lloc web GameSpot, Ted Price va afirmar que les noves criatures del títol li anaven a donar vida, d'altra banda, Spyro no anava a ser eclipsat en la història. En els avanços de les publicacions de IGN i GameSpot van assenyalar que els gràfics havien estat millorats, i que hi havia moltes criatures i llocs nous. Es van publicar versions de prova dels minijocs, i IGN va assenyalar que oferien la complexitat suficient per donar suport a la manera de joc simple. Mentrestant, els dissenyadors van decidir millorar la protecció contra pirateria implementada en els títols anteriors. La protecció va ajudar a evitar que els pirates informàtics infringissin el joc fins a dos mesos després de la seva publicació.

### Llançament
La versió en PlayStation de Year of the Dragon es va publicar l'11 d'octubre de 2000 als Estats Units, el 25 d'octubre de 2000 en el Regne Unit i el 10 de novembre de 2000 en la resta d'Europa. La versió distribuïda en PlayStation Network va ser posada a la venda el 14 de maig de 2009. Per la seva banda, la versió per a la videoconsola portàtil PlayStation Portable va ser estrenada el 14 de maig de 2009 als Estats Units.

## Trama

### Argument

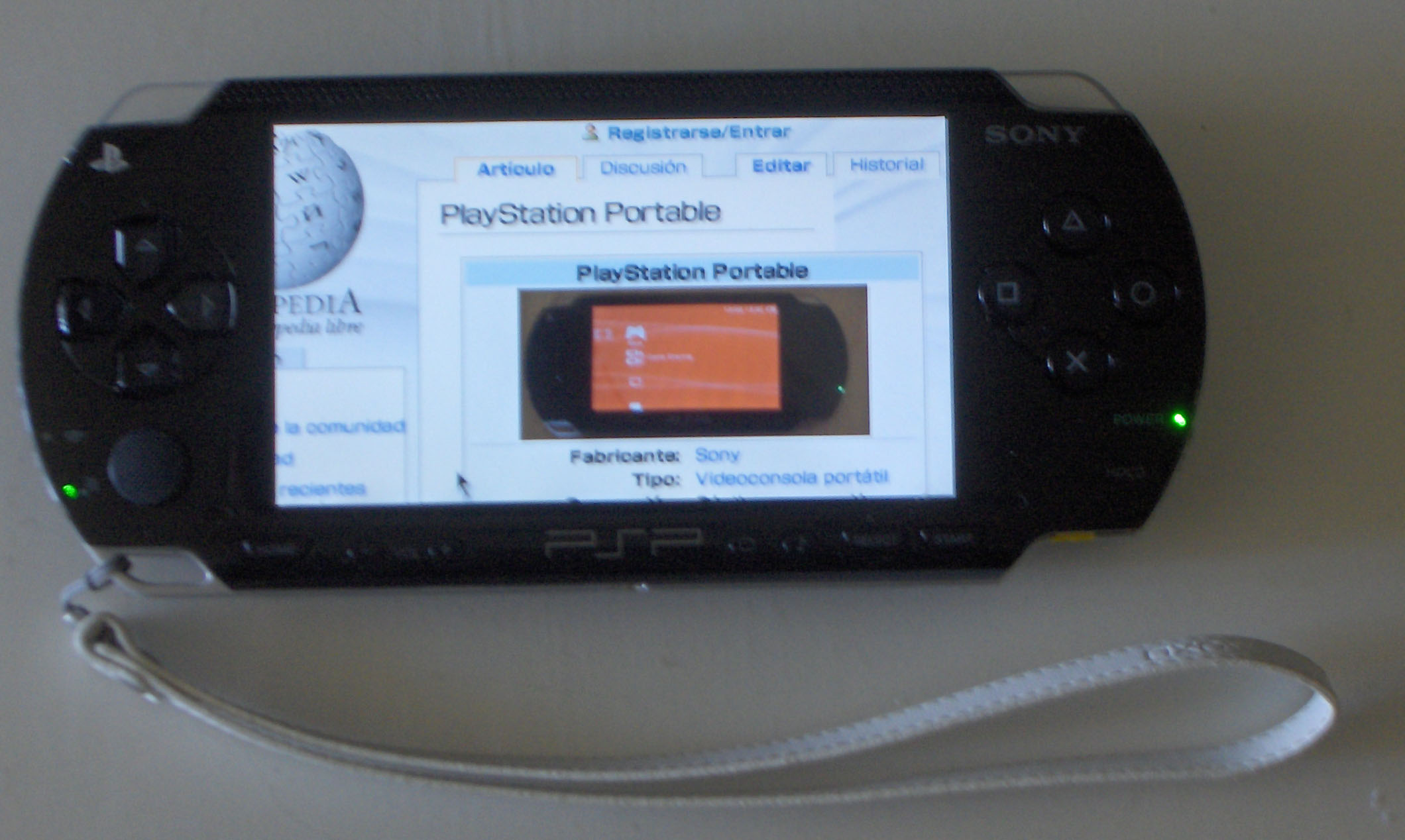
Consola PSP, plataforma per la qual es reversionar Spyro: Year of the Dragon en 2009.

L'aventura comença a la terra dels dracs, on Spyro i els seus parents estan celebrant "l'Any del Drac" (Year of the Dragon), un esdeveniment que ocorre cada dotze anys quan el camp s'omple d'ous de drac. Durant la celebració, una misteriosa noia conill envaeix els Regnes del Drac amb un exèrcit de criatures anomenades Rhynocs, els qui roben tots els ous de drac per portar-los-hi a la Hechicera, que els dispersa al llarg de diversos mons. La noia misteriosa obre un portal a regnes que una vegada van habitar els dracs: Albes Primaverals, Jardí del Migdia, Llac del Vesprejar i Muntanya de Mitjanit. Després de l'esdevingut, els dracs adults intenten accedir pel portal obert sense cap èxit, per la qual cosa decideixen que Spyro, Sparx i Caçador són els únics prou petits com per passar per ell. Així, els tres s'embarquen en una aventura per recuperar els 150 ous al llarg dels Regnes Oblidats.
Els Regnes Oblidats es troben governats per la Bruixa i el seu exèrcit de Rhynocs; només queden unes poques criatures que lluiten contra el seu govern. Durant l'aventura, Spyro aconsegueix l'ajuda dels seus habitants per aconseguir rescatar els ous robats. Sheila, un dels seus habitants, li explica l'ocorregut en el passat, narrant-li també la forma en què s'havia perdut la màgia en el Regne. Mentrestant, la misteriosa noia conill, Bianca, es troba parlant amb la Bruixa, i aquesta li revela que no anhela als bebès dracs en si, sinó que necessita les seves ales per fer un conjur que li brindi la immortalitat. Quan Spyro arriba a l'últim món, Bianca, ja conscient de la maldat de la seva mestra i alhora enamorada de Caçador, traeix a la Bruixa i s'uneix a Spyro.
Després que Spyro aconsegueix la majoria dels ous, Bianca li obre la porta al cau de la Bruixa, a la qual derrota després d'una gran batalla. En concloure, se celebra aquesta victòria de llarg a llarg dels Regnes Oblidats. No obstant això, la Bruixa sobreviu a la seva primera batalla amb Spyro i posseeix un dels últims ous de drac. Després d'això, Spyro li arrabassa a Ricachón totes les gemmes que li havia llevat juntament amb el penúltim Ou (el qual planejava vendre també). La batalla final es duu a terme en el lloc on la Bruixa guardava els seus tresors abans de ser saquejada per lladres i derrotada per Spyro, en vehicles amb forma de naus espacials Spyro aconsegueix vèncer-la definitivament i recupera l'últim ou, salvant així als dracs de l'extinció.

### Protagonistes
Spyro és el protagonista del joc, un petit drac violeta que pot volar i incinerar als seus enemics. És ajudat pel seu millor amic Sparx, una libèl·lula, la tasca principal de la qual és mesurar la salut del jugador i ajudar-ho a colectar gemmes; Sparx pot ser controlat en certs nivells. Un altre ajudant és Caçador, s'encarrega d'ensenyar al jugador la mecànica del joc i pot ser utilitzat en algunes missions. Al llarg del joc, apareixen altres protagonistes: Sheila la cangur, Sergent Byrd el pingüí, Bentley el Yeti, i l'Agent 9, el mico espacial.
La principal antagonista del joc és la Bruixa, una tirana que governa els Regnes Oblidats amb les seves tropes. La Bruixa és ajudada pel seu aprenent Bianca, una jove conejita encaputxada que intenta obstaculitzar a Spyro en la seva missió. Durant la trama, Bianca s'enamora de Caçador i es converteix en un valuós aliat en contra de la Hechicera.

## Manera de joc
Year of the Dragon manté les característiques generals presents en episodis anteriors de la sèrie Spyro. El protagonista principal, el drac Spyro, ha de recórrer diversos escenaris per trobar els ous màgics del drac. En completar els objectius de cada missió, Spyro rep certa bonificació o recompensa que és crucial de cara a la cerca. Els mons de Spyro estan connectats entre si per "mons base" o "centres", grans mons que contenen portes a molts altres nivells. Per passar al següent món base, el personatge ha de completar cinc mons, recollir un cert nombre d'ous i derrotar a un cap. Els jugadors no necessiten recollir tots els ous per completar la part principal del joc o accedir a nous nivells; de fet, alguns ous només poden trobar-se tornant al món posteriorment. Les gemmes estan disperses al llarg dels mons, amagades en caixes i tarros. Aquestes són usades per subornar a un os anomenat Ricachón, amb el propòsit d'alliberar a criatures capturades i activar millores (com a ponts) que ajudin al progrés de Spyro a través dels diferents nivells. Les gemmes, juntament amb el nombre d'ous recollits, conformen el percentatge de joc completat.
Durant la major part del joc, el jugador controla a Spyro. La salut de Spyro es mesura per la seva companya, una libèl·lula anomenada Sparx, qui canvia de color i finalment desapareix quan Spyro rep dany. Si el jugador perd a Sparx, el següent cop li causarà la pèrdua d'una vida i el reinici des de l'últim punt de control. Per regenerar a Sparx, Spyro pot alimentar-se d'una petita vida silvestre coneguda com a fodder (carn). A més, el protagonista posseeix diverses habilitats, que inclouen planejar, escopir foc, donar cops de cap, nadar i bussejar, que poden ser utilitzades per explorar i combatre a una gran varietat d'enemics, molts dels quals són saurópsidos cridades Rhynocs; alguns enemics solament són vulnerables a certs moviments. A més, Spyro pot travessar "portes de poder" que li donen habilitats especials per un temps limitat.
Year of the Dragon introdueix altres personatges controlables a més de Spyro, coneguts com a critters (en anglès americà col·loquial: bestiola), que són desbloquejats gradualment a mesura que s'avança de nivell. Els critters poden ser trobats en un nivell bloquejat una vegada que són alliberats per Ricachón. Posteriorment, el jugador utilitza a aquests personatges en parts especials dels nivells. Cada món base conté un submon que és jugat enterament per un personatge diferent de Spyro. Hi ha un total de set personatges manejables, i tots ells tenen les seves pròpies habilitats especials. Sheila la Cangur, per exemple, pot donar dobles salts, mentre que el Sergent Byrd està armat amb llançacoets i pot volar indefinidament.
A més de la missió primordial de trobar ous de drac, existeixen minijocs extres, que estan separats dels nivells en zones més petites. Alguns dels minijocs estan basats en Spyro 2: Ripto's Rage! i van anar posteriorment millorats per Year of the Dragon, mentre que uns altres estan creats especialment per a aquest joc. Aquests minijocs estan protagonitzats per Spyro o pels altres personatges jugables, i inclouen competicions d'esports com el skateboarding, la boxa, o l'automobilisme, així com trencaclosques i exercicis de tir. Tots els minijocs recompensen al jugador amb un ou després de ser finalitzats exitosament.

## Música
L'encarregat de la música va ser Stewart Copeland, exbaterista de la banda de rock The Police. Després de la seva sortida del grup en 1984, Copeland va treballar en diverses composicions musicals cinematogràfiques, i en les bandes sonores dels anteriors videojocs de la sèrie Spyro. Ted Price va qualificar a la música de Copeland per al tercer lliurament com el seu millor treball fins avui. En una entrevista, Copeland va explicar que el procés creatiu per escriure la música per a la sèrie Spyro sempre començava jugant els nivells, per sentir la "atmosfera" de cada món. També va comentar que el desafiament en la composició de música de videojocs era crear música que pogués ser interessant d'escoltar i afegir a la jugabilitat; el que va fer va ser afegir harmonies i línies de baix més complexes, per la qual cosa la música semblaria fresca per als jugadors encara després d'escoltar-la repetides vegades. El músic va complementar la capacitat tècnica del format de disc compacte de la PlayStation i el seu suport d'àudio d'alta qualitat; no hi havia restriccions tècniques que limitessin la incorporació del so que es requeria. Copeland va gravar peces d'orquestra completes per a fanfàrries addicionals para quan el factor visual exigís un so més expansiu, però va usar melodies amb més ritmes i percussió per als moments de "alta energia" en el videojoc.

## Recepció i crítica
A la seva sortida, Year of the Dragon va acumular reaccions positives de la crítica, rebent un rànquing mitjana del 91% en Game Rànquings, i una puntuació similar basada en 15 anàlisi en Metacritic. D'acord amb GameRankings, Year of the Dragon ocupa el catorzè lloc en la llista de videojocs per PlayStation millors puntuats. El joc va vendre més de dos milions d'unitats als Estats Units.
GameSpot va assenyalar que encara que Year of the Dragon no introduïa canvis importants respecte als seus predecessors, la combinació de nous personatges manejables, uns gràfics més detallats i la varietat de minijocs, li van donar un major valor per a la seva adquisició. IGN va lloar la trucada del joc a totes les edats i els nivells acurats, així com la possibilitat d'usar diversos personatges. Game Revolution pensava que mentre que la premissa del joc en si era simplement una repetició dels títols anteriors, la història que es desenvolupa en realitat està perfectament entrellaçada i és molt entretinguda. D'altra banda, GamePro va assenyalar que l'habilitat del videojoc per canviar automàticament la dificultat en situacions d'embús era una característica excel·lent. Kevin Rice, de Next Generation Magazine, va proporcionar una de les anàlisis més positives en el qual va declarar que l'alt nivell de disseny, els controls intuïtius i els gràfics excel·lents van fer del títol el millor joc de la sèrie Spyro fins avui, i possiblement el millor joc de PlayStation en general. Pel que fa a les crítiques hispanes, Meristation va lloar la potència del motor gràfic del videojoc i les novetats introduïdes per Insomniac Games.
La música de Stewart Copeland va ser majoritàriament ben rebuda, encara que va haver-hi crítics que van expressar un fort desacord amb l'opinió general. Publicacions com PSXExtreme van declarar que la música contribuïa a l'atmosfera dels mons, i AllGame va comentar amb entusiasme que el resultat d'Insomniac amb la música era encomiable en els seus jocs, i que això semblava millorar l'experiència. Joseph Parazen, de Game Revolution, va declarar que la música de fons sonava idèntica a tots els altres videojocs de plataformes d'acció en 3D de dibuixos animats als quals hagués jugat. Altres punts elogiats van ser l'actuació de veu i el desenvolupament del personatge. Entre les reduïdes queixes, a més de la història, figura la càmera, que podria ser difícil de controlar i resultar en atacs injustificats per part dels enemics. Algunes publicacions van objectar que el videojoc és molt semblant als seus predecessors, amb argument i objectius similars.
Malgrat la resposta positiva rebuda, Year of the Dragon va ser l'últim videojoc de la sèrie desenvolupat per Insomniac Games. En una entrevista, Ted Price va comentar que l'empresa va deixar de desenvolupar la sèrie perquè no podien fer res nou amb el personatge, i, després de cinc anys de desenvolupament en sèries individuals, volien fer quelcom diferent. No obstant això, diverses empreses van continuar amb el desenvolupament de la sèrie Spyro, destacant entre elles Equinox Digital Entertainment, Eurocom, Krome Studios, Étranges Libellules i Tantalus Mitjana. El següent videojoc de la sèrie va ser Spyro: Enter the Dragonfly, desenvolupat per Equinox per a la videoconsola PlayStation 2.